# Alogobotur
Alogobotur (bolgarsko Алогоботур, Alogobotur) je bil bolgarski plemič in vojskovodja v času vladavine carja Simeona I.  (893–926), * ni znano, † verjetno 926. 
Alogobotur je bil verjetno komit (vojvoda) ene od bolgarskih provinc. Nekateri strokovnjaki trdijo, da njegovo ime ni osebno ime, temveč bolgarski vojaški naziv alp bagatur (veliki junak) ali alo bagatur (poveljnik junakov).
Konstantin VII. Porfirogenet omenja, da je bil Alogobotur nekaj časa komandant cele bolgarske vojske. Leta 926 je poveljeval v kampanji proti Srbom, ki so z Bizantinci kovali zaroto proti Bolgarskemu cesarstvu. Napadu na Kneževino Srbijo je sledil napad na Kraljevino Hrvaško, zaveznico Bizantinskega cesarstva. Pohod proti Hrvaški se je končal s katastrofalnim porazom v bitki v bosanskem višavju leta 926. Alogobotur je v bitki najverjetneje padel skupaj z večino svojih vojakov. 